# Abies concolor
L'abete del Colorado (Abies concolor) è una pianta della famiglia delle Pinaceae che cresce sulle zone montane dell'ovest degli Stati Uniti d'America, ad un'altitudine compresa tra 600 e 3.400 m.

## Etimologia
Il nome generico Abies, utilizzato già dai latini, potrebbe, secondo un'interpretazione etimologica, derivare dalla parola greca ἄβιος = longevo. Il nome specifico concolor fa riferimento all'uniformità di colorazione in entrambi i lati delle foglie aghiformi.

## Descrizione

### Portamento
È una conifera di taglia medio-grande, a portamento conico con sommità piatta negli esemplari anziani, che raggiunge altezze di 60 m e il cui tronco può avere sino a quasi 2 m di diametro. I rami principali dipartono dal tronco ad angolo retto, assumendo un portamento cadente quelli più anziani; i ramoscelli secondari sono opposti, lisci o con peluria giallastra.

### Foglie
Le foglie sono aghiformi, di colore grigio verde, lunghe 1,5-6 cm, con apice rotondeggiante o acuto, a forma di freccia; gli stomi sono disposti sia sulla pagina superiore (in 4-8 bande), sia su quella inferiore (in 7-12 bande). Le gemme, resinose, sono di forma inizialmente rotondeggiante, poi conica, marroni; le perule che le rivestono sono triangolari, più o meno resinose, a margine intero e punta acuta.

### Fiori
Gli strobili maschili all'impollinazione sono più o meno rossi, porpora, o verdi.

### Frutti
Gli strobili femminili, di color verde giallastro o porpora, marroni chiaro a maturazione, sono cilindrici o ellittici, lunghi fino a 12 cm e larghi fino a 4,5 cm, con corto peduncolo o sessili; le scaglie sono a forma di ventaglio, lunghe 3 cm, larghe 3,5 cm, lisce. Le brattee sono ovoidali con due ali laterali di 1,5 cm. Gli strobili maschili, pendenti, sono lunghi 2 cm, con microsporofilli rossi o rosati. I semi, cuneati, di colore marrone chiaro, sono lunghi fino a 1o mm, con ali marrone chiaro di 20 mm, oblunghe-cuneate. I cotiledoni sono 5-9.

### Corteccia
La corteccia, liscia e grigia, con l'età si spacca in fessure longitudinali che fanno intravedere il periderma giallastro sottostante.

## Distribuzione e habitat
Specie endemica delle Montagne Rocciose (dall'Oregon all'Idaho) e della Catena Costiera californiana fino all'Arizona e al Colorado; in Messico presente nella Bassa California, negli stati di Chihuahua e di Sonora. Importata dall'Impero Austro Ungarico ad inizi '900 in Val di Fiemme trovò grande sviluppo presso le foreste demaniali della Val Cadino, oggi adattata perfettamente all'ecositema locale. Predilige quote montane comprese tra i 600 e i 3.000 m nella parte occidentale dell'areale e tra i 1.800 e i 3.350 m nelle Montagne Rocciose con piovosità annua compresa tra 500 e 1.800 mm, con estati calde e secche e inverni freddi. Vegeta su suoli rocciosi, basaltici o granitici, talvolta anche su suoli sabbiosi. Può formare boschi puri o in associazione con Abies magnifica, Abies procera, Abies grandis, Pseudotsuga menziesii var. glauca, Populus tremuloides e specie del genere Pinus.

## Tassonomia
La classificazione di questo taxon è stata assai controversa, in particolare per quanto concerne come rappresentarne, nella nomenclatura tassonomica, la variabilità genetica; convenzionalmente si sono distinti due gruppi, concolor e iowiana. Alcuni tassonomisti (p.e. Hunt, 1993) hanno identificato una specie per ogni gruppo (A. concolor e A. iowiana), altri trattano iowiana come sottospecie o varietà di concolor, altri ancora considerano un'unica specie A. concolor senza ulteriori distinzioni di varietà o sottospecie (Farjon, 1998). Quest'ultima tendenza è attualmente prevalente, anche se vanno annotate comunque le particolarità delle diverse sub-popolazioni di A. concolor:
- Una popolazione con caratteri morfologici uniformi è presente in Colorado e nel nord del Nuovo Messico.
- Una popolazione nello Utah differisce da quella citata sopra per avere aghi più corti ((Wright et al. 1971, Zavarin et al. 1975).
- Una popolazione nel sud del Nuovo Messico presenta caratteri chimici simili a quella del Colorado ((Zavarin et al. 1975).
- Le popolazioni del sud della California sono morfologicamente similari a quelle del Nuovo Messico e dell'Arizona (Hamrick and Libby 1972).
- Le popolazioni del Golfo di California sono le uniche a distinguersi per avere aghi molto corti e spessi, con 18 bande di stomi sulla faccia superiore degli stessi.
- Le popolazioni del nord della California sono le uniche ad avere virgulti pubescenti e punte degli aghi a forma di freccia.
- Gli abeti di questa specie nativi della Sierra Nevada e della  Catena Costiera del nord della California sono gli unici ad avere aghi più corti e meno bande di stomi rispetto alle altre popolazioni (Hamrick and Libby 1972, Zavarin et al. 1975). Queste sub-popolazioni sono quelle identificate da Hunt (1993) come A. iowiana.

Quindi, non è da escludere che nel futuro questo taxon sia soggetto a ulteriori revisioni del suo status tassonomico.

### Sinonimi
Parecchie sottospecie (che taluni autori considerano come semplici varietà) classificate nel passato, attualmente sono considerate dei sinonimi:
- Abies concolor f. atroviolacea Cinovskis
- Abies concolor var. baja-californica Silba
- Abies concolor var. iowiana (Gordon) Lemmon
- Abies concolor subsp. iowiana (Gordon) A.E.Murray
- Abies concolor subsp. martinezii (Silba) Silba
- Abies concolor subsp. viridula (Debreczy & I.Rácz) Silba
- Abies concolor f. wattezii (Beissn.) Rehder
- Abies grandis var. concolor (Gordon) A.Murray bis
- Abies grandis var. iowiana (Gordon) Hoopes
- Abies lasiocarpa var. pendula Carrière
- Abies iowiana (Gordon) A.Murray bis
- Abies iowiana var. viridula Debreczy & I.Rácz
- Picea concolor Gordon
- Picea grandis Newb.
- Picea iowiana Gordon
- Picea iowii Gordon
- Picea parsonsii Fowler
- Pinus concolor (Gordon & Glend.) Engelm. ex Parl.
- Pinus iowiana (Gordon) W.R.McNab

## Usi
Viene utilizzato nell'industria del legno, soprattutto per la fabbricazione di compensati. Il suo utilizzo come albero di Natale e come essenza per parchi e giardini, con forme di cultivar specifiche, è molto comune.

## Conservazione
Nonostante uno sfruttamento intensivo nel passato e nel presente, la vastità dell'areale e la sua numerosa presenza nelle località di occupanza dello stesso, fanno classificare l'abete del Colorado come specie a rischio minimo (least concern in inglese) nella Lista rossa IUCN.

## Galleria d'immagini

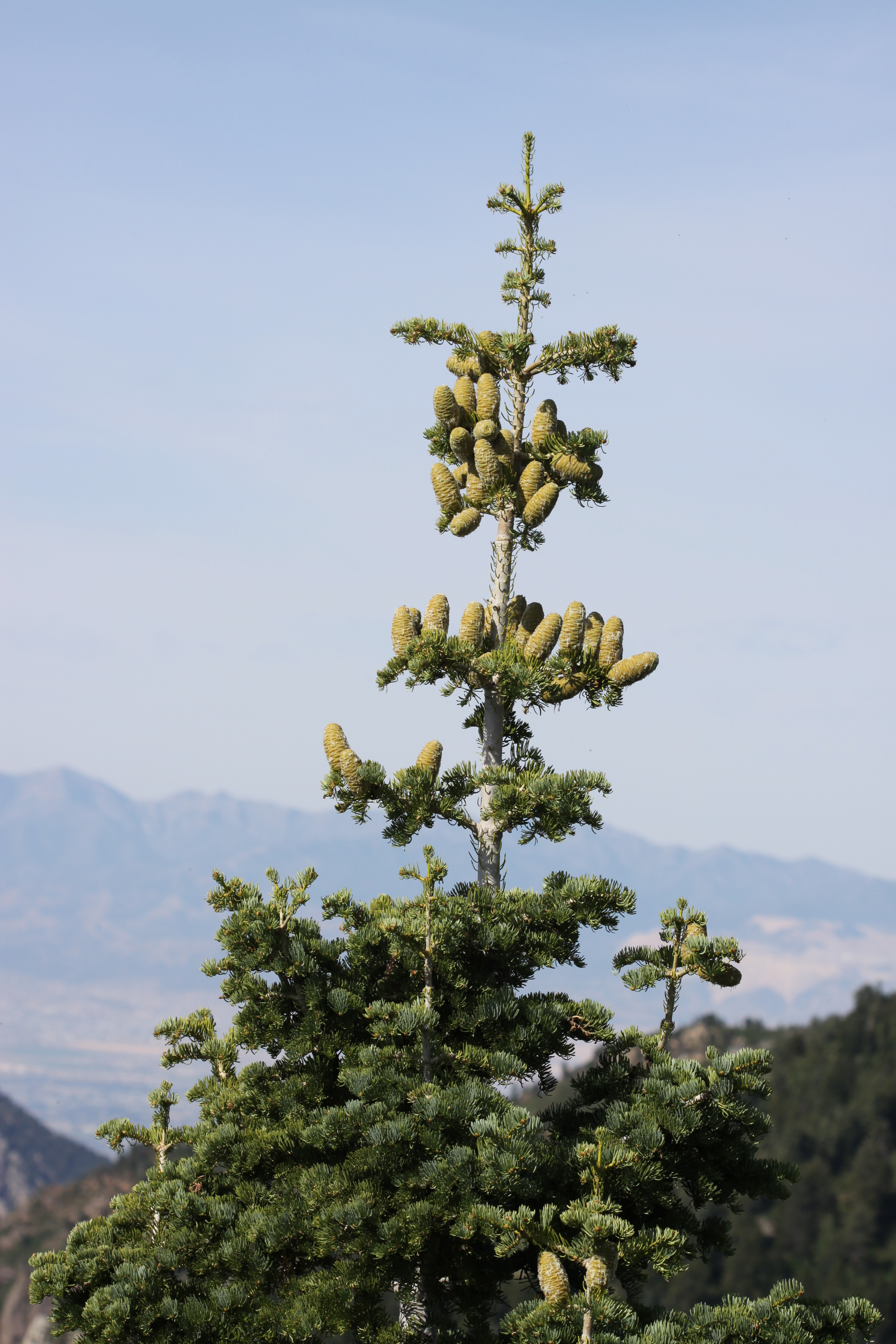
Sommità con strobili femminili
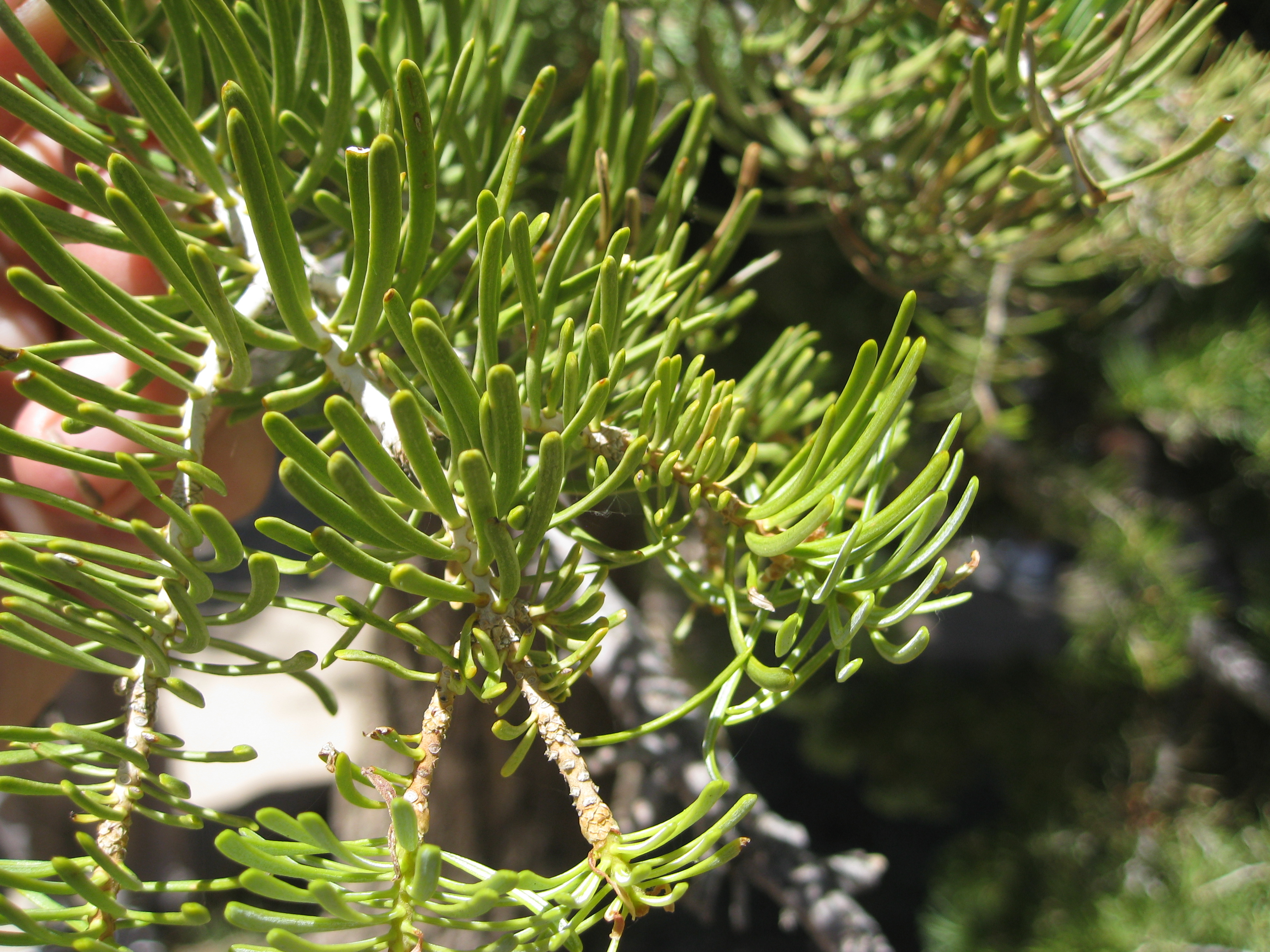
Aghi
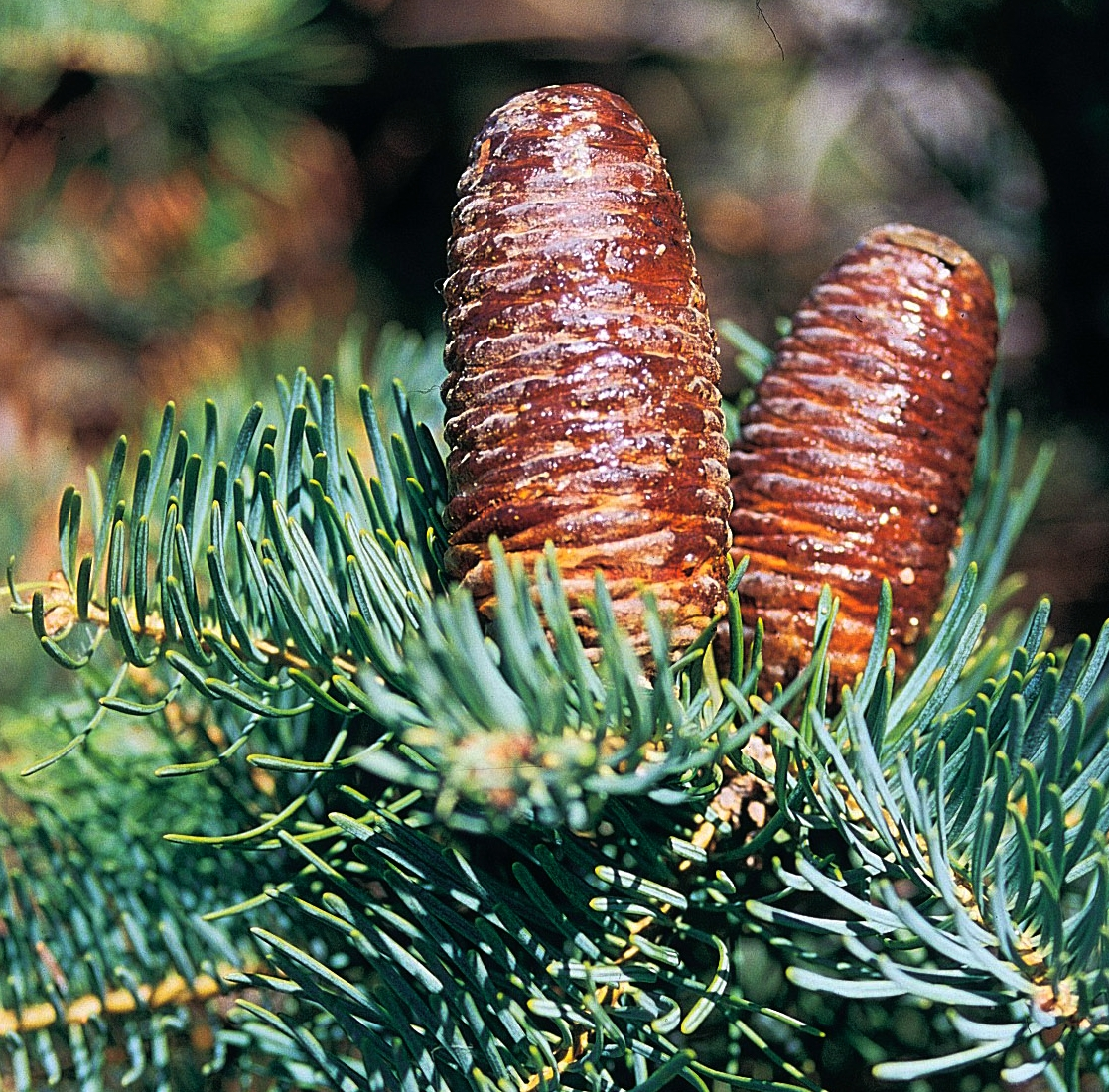
Strobili femminili
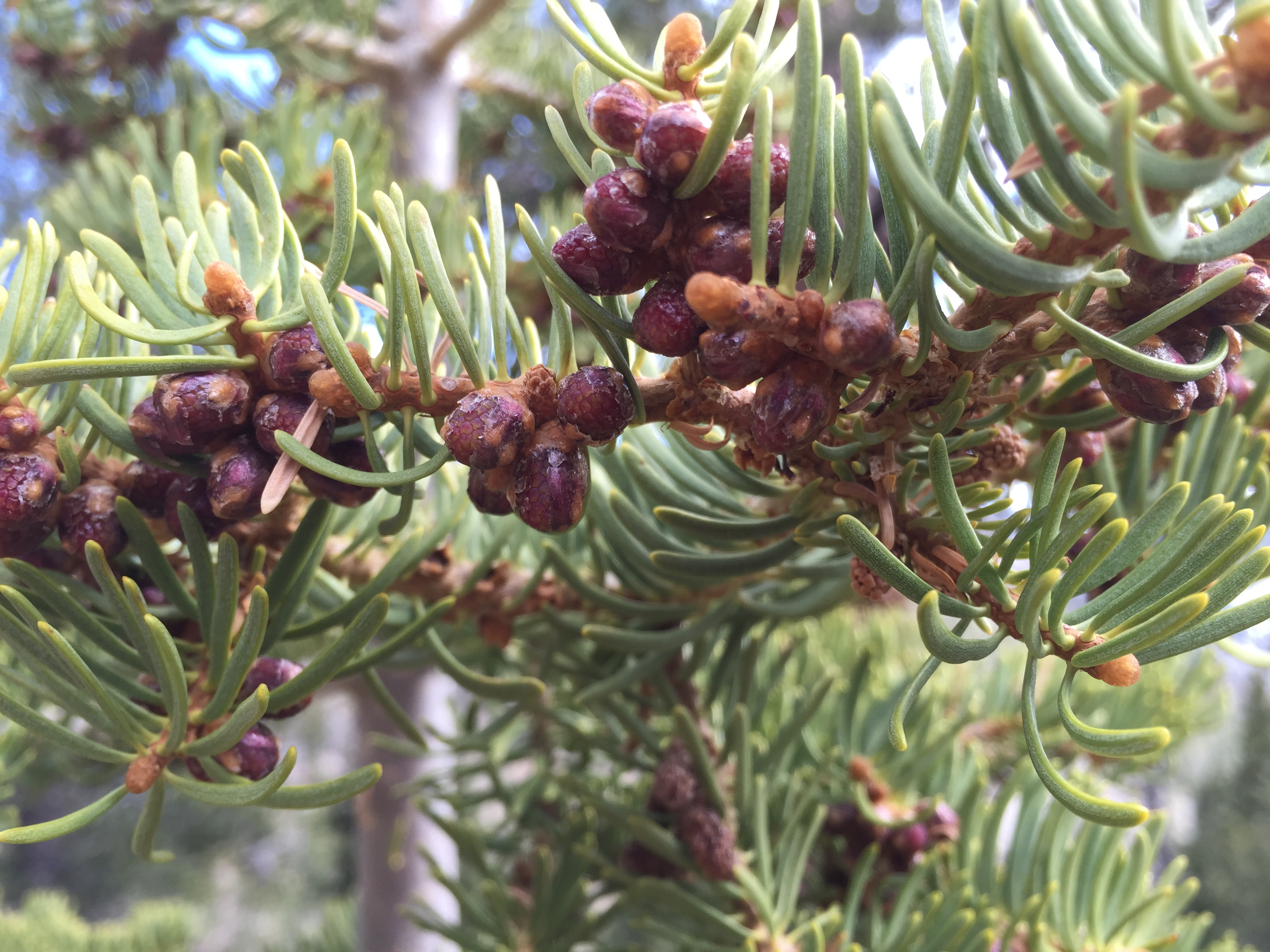
Strobili maschili
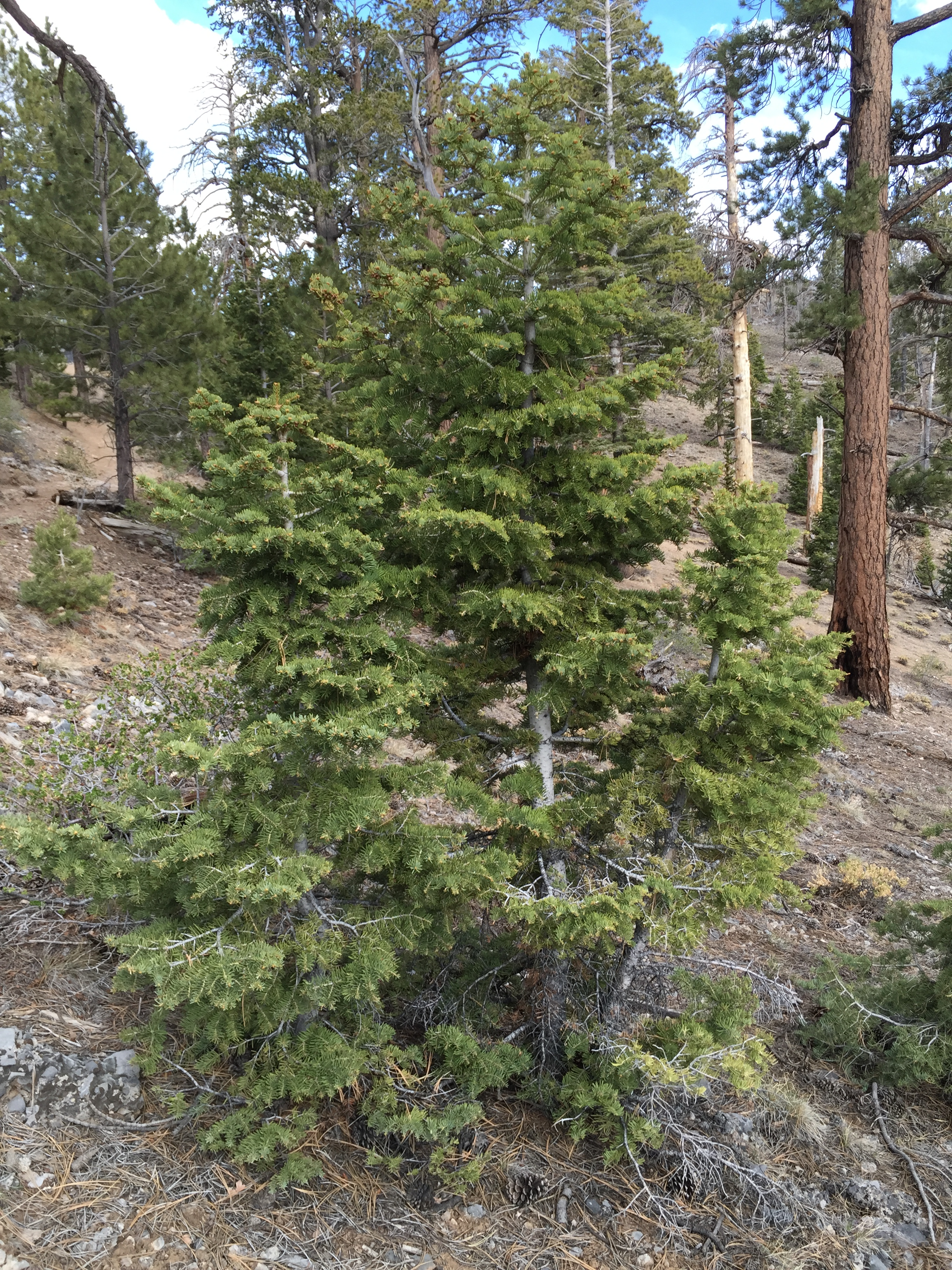
Giovane abete del Colorado
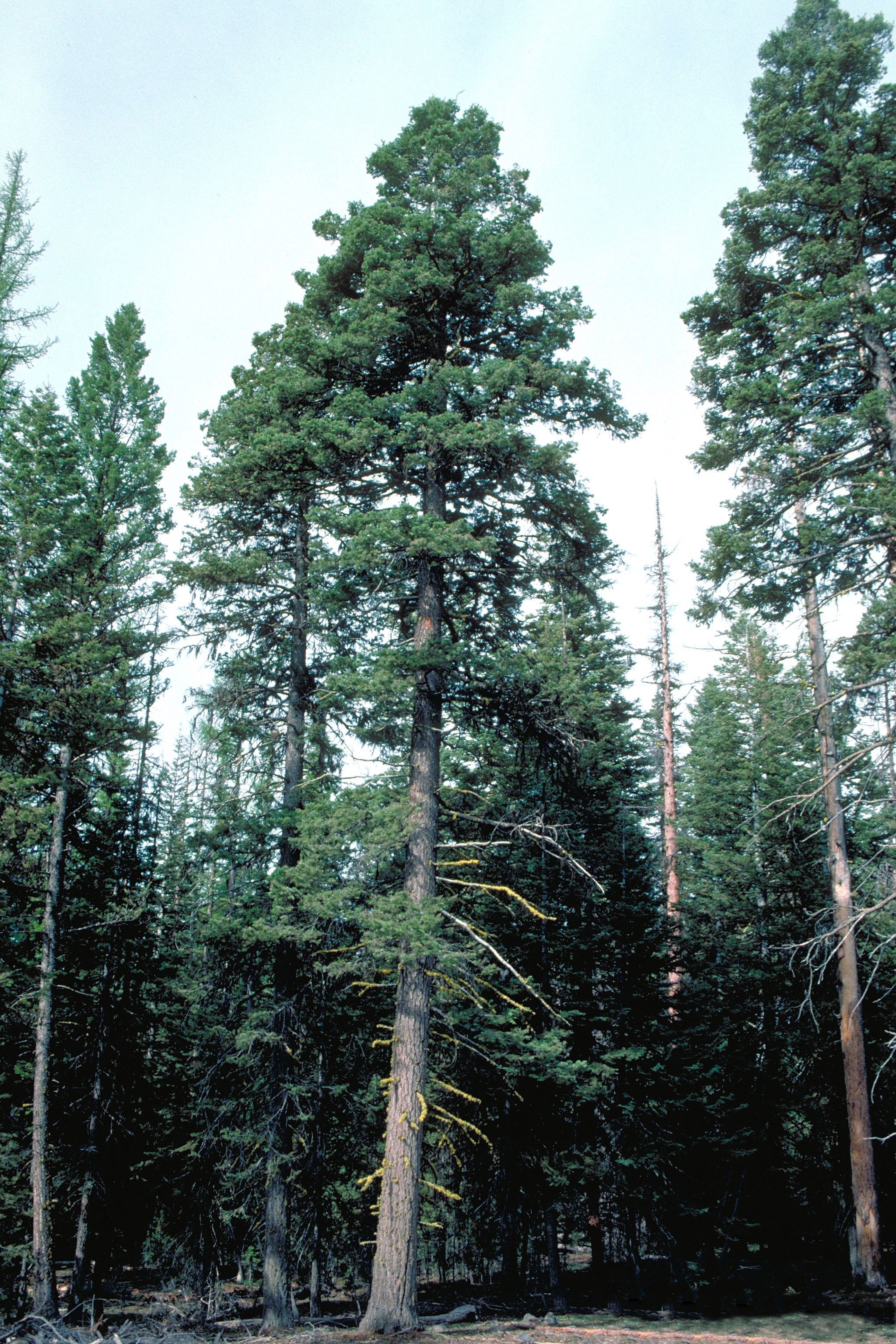
Fustaia di abete del Colorado
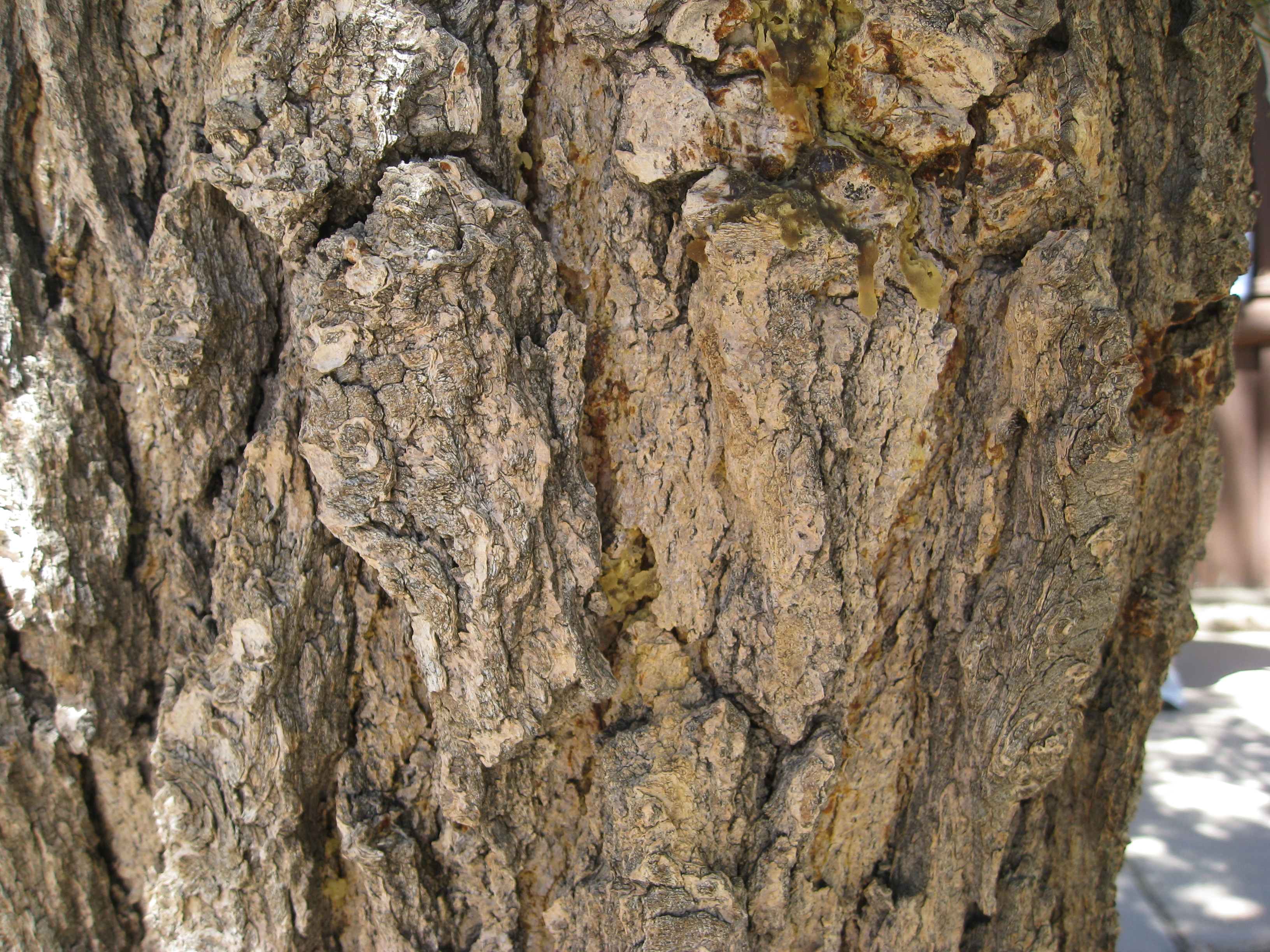
Dettaglio di corteccia del tronco
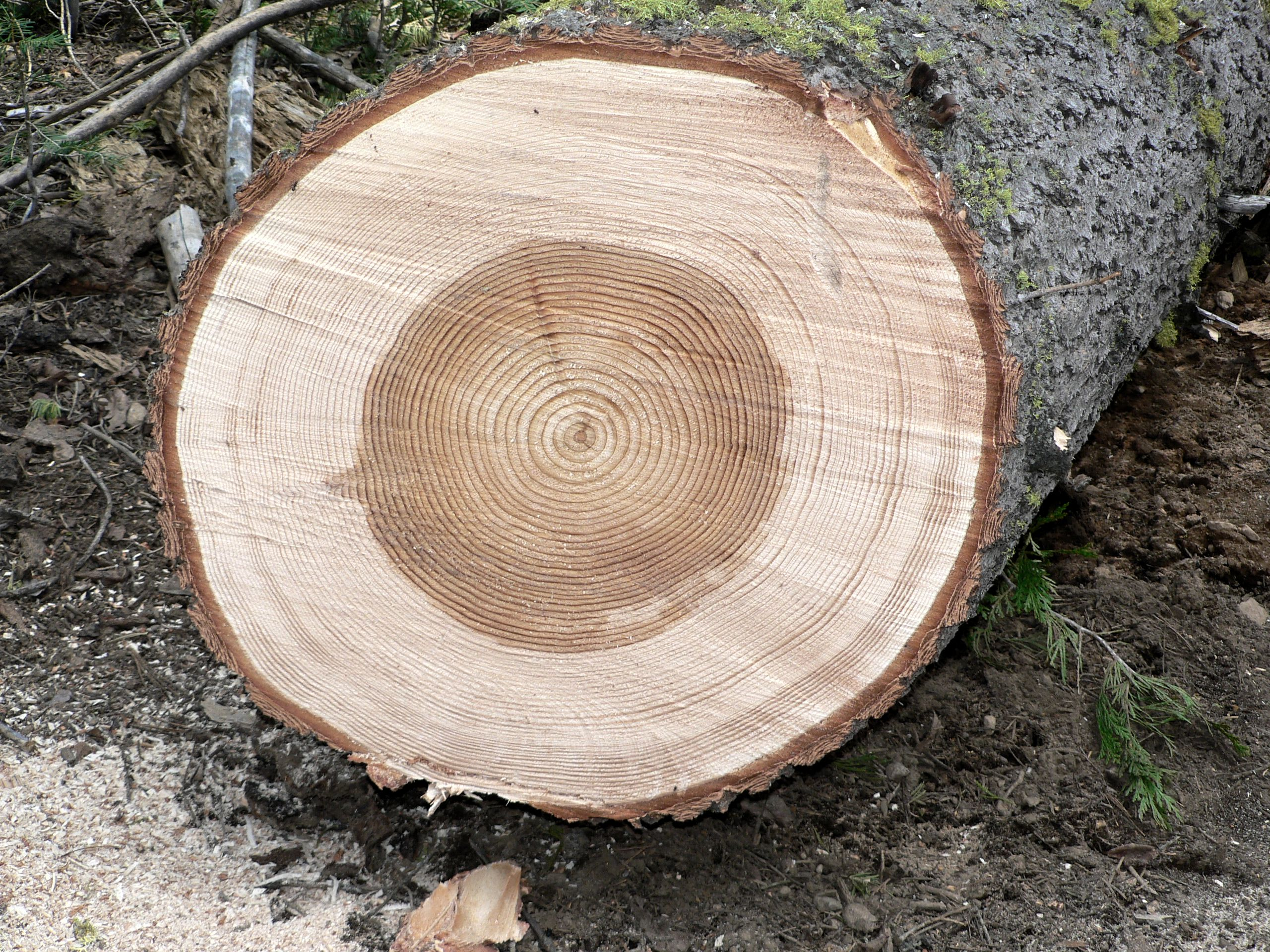
Sezione del tronco